# Richmond (Britská Kolumbie)

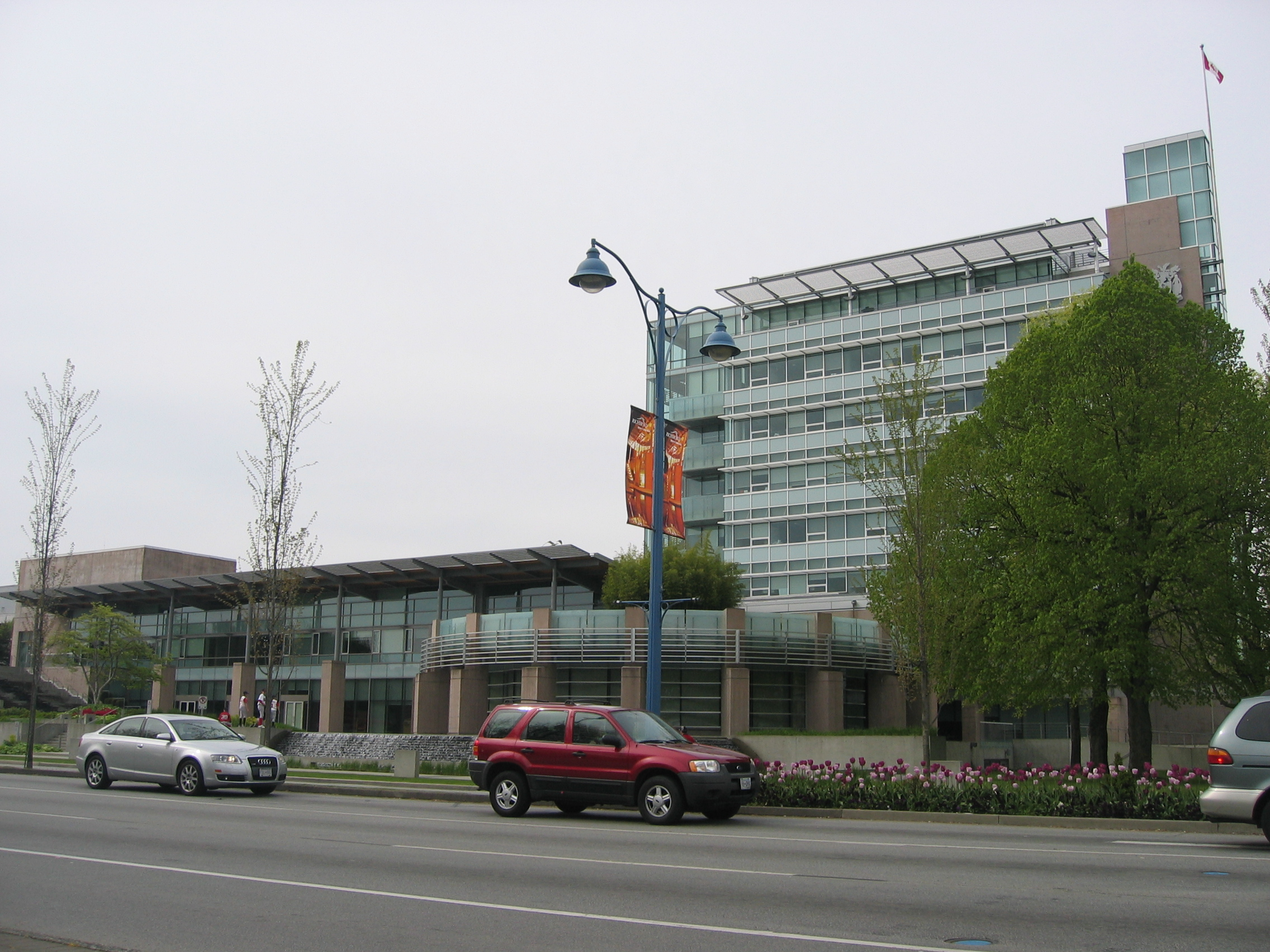
Richmondská radnice

Poloha Richmondu v rámci okresu Metro Vancouver

Richmond je kanadské město na pobřeží Tichého oceánu v provincii Britská Kolumbie. Leží v regionálním okresu Metro Vancouver, jeho sousedy jsou na severu Vancouver a Burnaby, na východě New Westminster a na jihu Delta. Západní hranici města tvoří průliv Strait of Georgia. V Richmondu v současnosti žije asi 175 000 obyvatel (stav v roce 2006).
Město se rozkládá na ostrovech v deltě řeky Fraser, většina leží na ostrově Lulu Island, menší část (včetně mezinárodního letiště Vancouver) na Sea Island.
V oblasti dříve lovili a rybařili Indiáni. V 60. letech 19. století se zde začali usídlovat evropští zemědělci, oficiální založení obce Richmond se uskutečnilo 10. listopadu 1879. Na místní dostihové dráze Minoru proběhl 25. března 1910 první kanadský let letadlem západně od Winnipegu. V roce 1990 byl Richmond povýšen na město.
Pro Zimní olympijské hry 2010 ve Vancouveru byla v Richmondu postavena rychlobruslařská hala Richmond Olympic Oval. Otevřena byla v prosinci 2008 a premiérovou velkou akcí bylo rychlobruslařské mistrovství světa v březnu 2009.